# Municipio de Cooter
El municipio de Cooter (en inglés: Cooter Township) es un municipio ubicado en el condado de Pemiscot en el estado estadounidense de Misuri. En el año 2010 tenía una población de 3173 habitantes y una densidad poblacional de 39,59 personas por km².

## Geografía
El municipio de Cooter se encuentra ubicado en las coordenadas 36°3′17″N 89°48′45″O / 36.05472, -89.81250. Según la Oficina del Censo de los Estados Unidos, el municipio tiene una superficie total de 80.15 km², de la cual 79,67 km² corresponden a tierra firme y (0,6 %) 0,48 km² es agua.

## Demografía
Según el censo de 2010, había 3173 personas residiendo en el municipio de Cooter. La densidad de población era de 39,59 hab./km². De los 3173 habitantes, el municipio de Cooter estaba compuesto por el 82,54 % blancos, el 14,4 % eran afroamericanos, el 0,38 % eran amerindios, el 0,25 % eran asiáticos, el 0,98 % eran de otras razas y el 1,45 % eran de una mezcla de razas. Del total de la población el 2,11 % eran hispanos o latinos de cualquier raza.